# 博博迪烏拉索機場
博博迪烏拉索機場（法語：Aéroport de Bobo-Dioulasso）是位於布基納法索博博迪烏拉索的一座国际机场:88。

## 航空公司和目的地
| 航空公司   | 目的地           |
| ---------- | ---------------- |
| 布基納航空 | 阿必尚、瓦加杜古 |

## 外部連結
- NOAA/NWS上DFOO机场的即時天氣